# Linum ramosissimum
Linum ramosissimum là một loài thực vật có hoa trong họ Linaceae. Loài này được Gay mô tả khoa học đầu tiên năm 1845.